# Мокричник

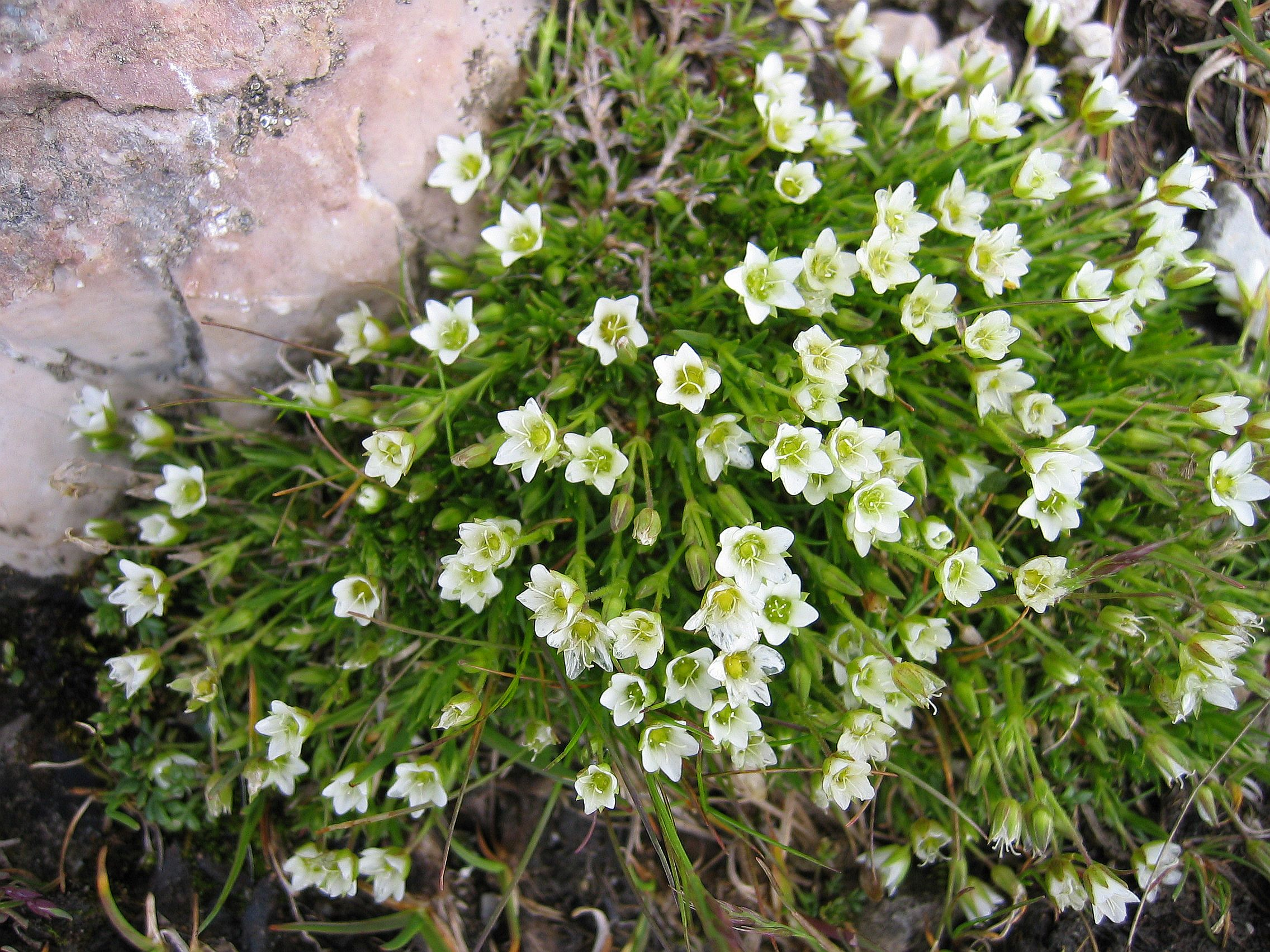
Minuartia gerardii

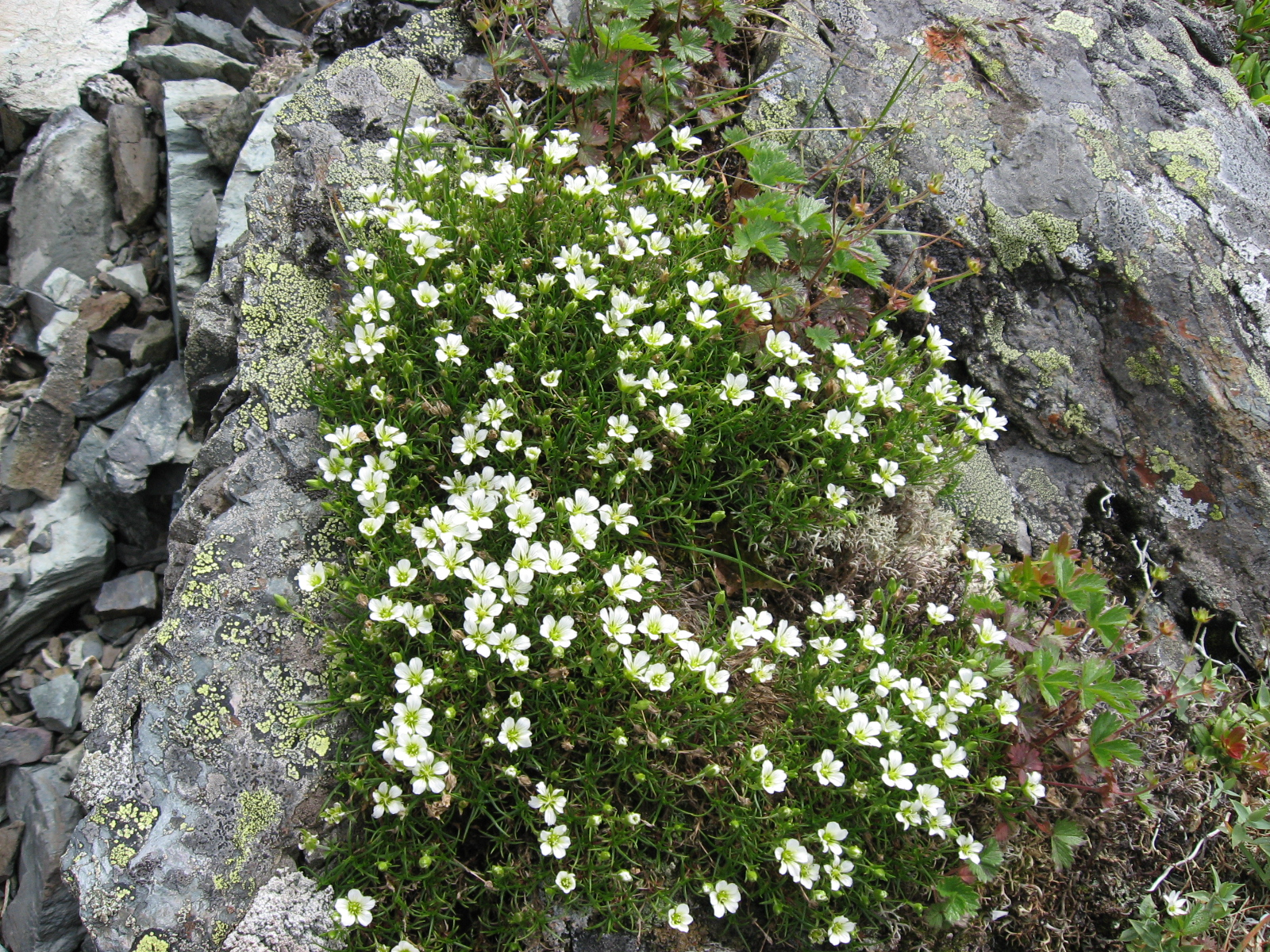
Minuartia arctica

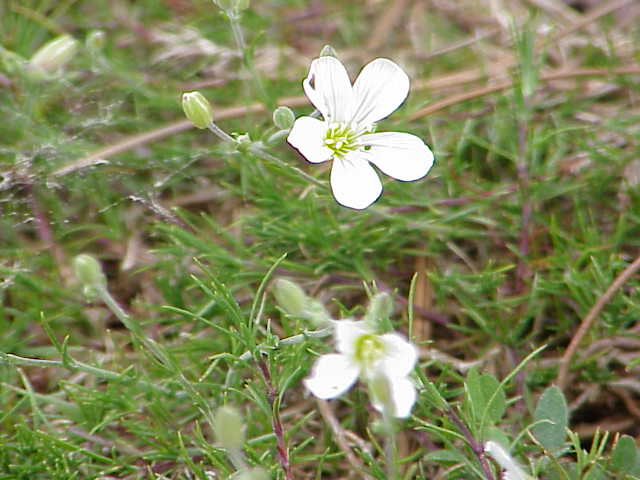
Minuartia laricifolia

Мокричник або мінуарція (Minuártia) — рід рослин родини гвоздичних. Названо на честь іспанського ботаніка Хуана Мінуарта (ісп. Juan Minuart, 1693—1768).

## Ботанічний опис
Однорічні та багаторічні трав'янисті рослини з вузькими (від лінійних до ниткоподібних) листками та ниткоподібними стеблами.
Квітки 5-членні, з цільними або трохи виїмчастими нагорі пелюстками. Тичинок 10. Чашолистків та пелюсток 5. Плід — довгаста або яйцеподібна коробочка, при дозріванні розтріскується на 3 частини.

## Види
Види, що позначені зірочкою (*), поширені в Україні.
Включає в себе описані 301 вид і з них лише 101 прийнятий.. Деякі види:
- Minuartia adenotricha — Мінуарція залозистоволосиста*
- Minuartia arctica
- Minuartia aucta — Мінуарція побільшена*
- Minuartia austromontana
- Minuartia biflora
- Minuartia bilykiana — Мінуарція Білика*
- Minuartia bosniaca'
- Minuartia californica
- Minuartia caroliniana
- Minuartia cherlerioides
- Minuartia cismontana
- Minuartia cumberlandensis
- Minuartia dawsonensis
- Minuartia decumbens
- Minuartia dichotomaтиповий
- Minuartia dirphya
- Minuartia douglasii
- Minuartia drummondii
- Minuartia eglandulosa — Мінуарція незалозиста*
- Minuartia elegans
- Minuartia euxina — Мінуарція чорноморська*
- Minuartia filiorum
- Minuartia gerardii
- Minuartia glomerata — Мінуарція скупчена*
- Minuartia glabra
- Minuartia godfreyi
- Minuartia graminifolia
- Minuartia groenlandica
- Minuartia hirsuta — Мінуарція шорстка*
- Minuartia howellii
- Minuartia hypanica — Мінуарція бузька*
- Minuartia laricifolia
- Minuartia leiosperma — Мінуарція гладеньконасінна*
- Minuartia macrantha
- Minuartia macrocarpa
- Minuartia marcescens
- Minuartia michauxii
- Minuartia montana — Мінуарція гірська*
- Minuartia muscorum
- Minuartia nuttallii
- Minuartia obtusiloba
- Minuartia oxypetala — Мінуарція гостропелюсткова*
- Minuartia patula
- Minuartia pseudohybryda — Мінуарція неспражньогібридна*
- Minuartia pusilla
- Minuartia rosei
- Minuartia rossii
- Minuartia rubella
- Minuartia sedoides
- Minuartia sintenisii
- Minuartia stolonifera
- Minuartia stricta
- Minuartia taurica — Мінуарція кримська*
- Minuartia tenella
- Minuartia tenuifolia — Мінуарція дрібноквіткова*
- Minuartia thyraica — Мінуарція дністровська*
- Minuartia uniflora
- Minuartia viscosa
- Minuartia zarecznyi — Мінуарція Зарічного*
- Minuartia yukonensis